# Дальме, Карин
Карин Депин-Дальме (фр. Karine Depine-Dalmais, род. 22 марта 1972) — французская профессиональная велогонщица. Вице-чемпионка Кубка Франции по шоссейному велоспорту (2000), победительница международных соревнований по маунтинбайку (2005), активно выступавшая в период с 1999 по 2006 годы.

## Карьера
Карин Дальме начала свою профессиональную карьеру в 1999 году и завершила её в 2005 году, выступала как в шоссейных гонках, так и в маунтинбайке и велокроссе.
В 2000 году она заняла 2-е место в Кубке Франции, в 2001 году — 3-е место на Призе города Монт-Пюжоль, в 2002 году — 3-е место на Туре Лимузена, а в 2003 году — 3-е место на Tour du Genevois и 38-е место в групповой гонке чемпионата мира по шоссейному велоспорту. В 2004 году она заняла 4-е место на чемпионате Франции в групповой гонке. В 2005 году завоевала 7-е место в генеральной классификации Гранд Букль феминин, с отставанием +16:04 от победительницы. Среди других её достижений — 2-е место на этапе Трофи д’Ор и 12-е место на Гран-при Плуэ — Бретань.
В маунтинбайке она выиграла кросс-кантри марафон Val Thorens с временем 3:47:42 на дистанции 70 км и скоростью 14,49 км/ч, представляя AC Lyon Vaise. В 2005 году заняла 2-е место в кросс-кантри и 16-е место в марафоне на Roc d’Azur, а также 9-е место в марафоне Oisans.

## Достижения

### Шоссе
1999
2-я на 2-м этапе Трофи д’Ор
2000
2-я на Кубке Франции
7-я на Giro dei 6 Comuni
9-я на 3-м этапе Вуменс Челлендж
Тур Бретани
3-я на 1-м этапе
2-я на 3-м этапе
7-я на 4-м этапе
7-я на 6-м этапе
10-я на 1-м этапе Гранд Букль феминин
8-я на 6-м этапе Трофи д’Ор
8-я в Хроно Наций
2001
3-я на Призе города Монт-Пюжоль
9-я на Critérium Féminin De Lachine
6-я на Trophée Féminin Méditerranéen
8-я в горной классификации GP Féminin International du Canada
Трофи д’Ор
5-я на 5-м этапе
3-я в горной классификации
2002
3-я на Туре Лимузена
9-я на 3-м этапе Гранд Букль феминин
5-я на 1-м этапе Трофи д’Ор
2003
9-я на GP Féminin de Chambéry
3-я на Туре Женевуа
38-я на Чемпионате мира — групповая гонка
2004
Тур де ла Дром
5-я на 2-м этапе
8-я на 5-м этапе
4-я на Чемпионате Франции — групповая гонка
Тур Бретани
10-я на 3-м этапе
10-я на 4-м этапе
Трофи д’Ор
4-я на 1-м этапе
7-я на 6-м этапе
9-я на 4-м этапе Giro Toscana Int. Femminile
Вуэльта Сальвадора
9-я на прологе
4-я на 1-м этапе
6-я в генеральной классификации
2005
Тур де ла Дром
7-я на 1-м этапе
6-я на 3-м этапе
6-я на 5-м этапе
Гранд Букль феминин
8-я на 1-м этапе
7-я на 3-м этапе
4-я на 4-м этапе
10-я на 5-м этапе
7-я в генеральной классификации

### Маунтинбайк
2005
Валь-Торенс — марафон
2-я на Рок д`Азур — кросс-кантри

### Велокросс
2000
7-я на чемпионате Франции
2001
5-я на чемпионате Франции
2002
5-я на чемпионате Франции
2003
7-я на чемпионате Франции
2005
8-я на чемпионате Франции
9-я на Nommay I

### Статистика выступления наГранд-турах
| Гонка / Год         | 1999 | 2000 | 2001 | 2002 | 2003 | 2004 | 2005 |
| ------------------- | ---- | ---- | ---- | ---- | ---- | ---- | ---- |
| Гранд Букль феминин | 58   | DNF  | —    | 33   | 24   | —    | 7    |
| Тур де л'Од феминин | —    | —    | —    | —    | 23   | 51   | —    |

## Рейтинги
| Год                 | 2001  | 2002 | 2003  | 2004 | 2005  |
| ------------------- | ----- | ---- | ----- | ---- | ----- |
| Мировой рейтинг UCI | 159-й | -    | 213-й | -    | 123-й |
|                     |       |      |       |      |       |
| Источник: UCI       |       |      |       |      |       |